# Vít Budínský
Vít Budínský (* 19. červenec 1989, Ústí nad Labem) je český hokejový útočník.

## Kluby podle sezon
- 2007–2008 HC Energie Karlovy Vary
- 2008–2009 HC Energie Karlovy Vary, HC Most
- 2009–2010 HC Energie Karlovy Vary, HC VCES Hradec Králové
- 2010–2011 HC VCES Hradec Králové
- 2011–2012 HC VCES Hradec Králové
- 2012–2013 Královští lvi Hradec Králové
- 2013–2014 HC Slovan Ústečtí Lvi